# Wypotnik

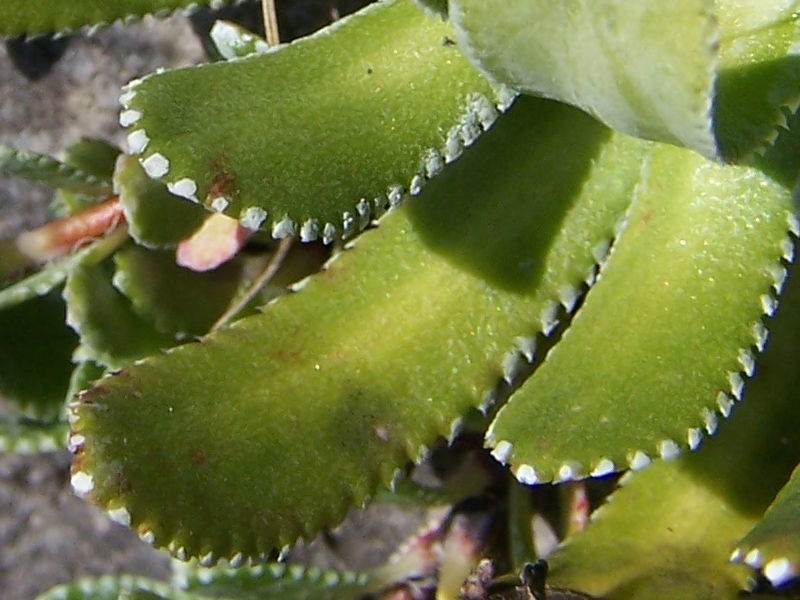
Pokryte węglanem wapnia wypotniki na brzegach liści u skalnicy gronkowej

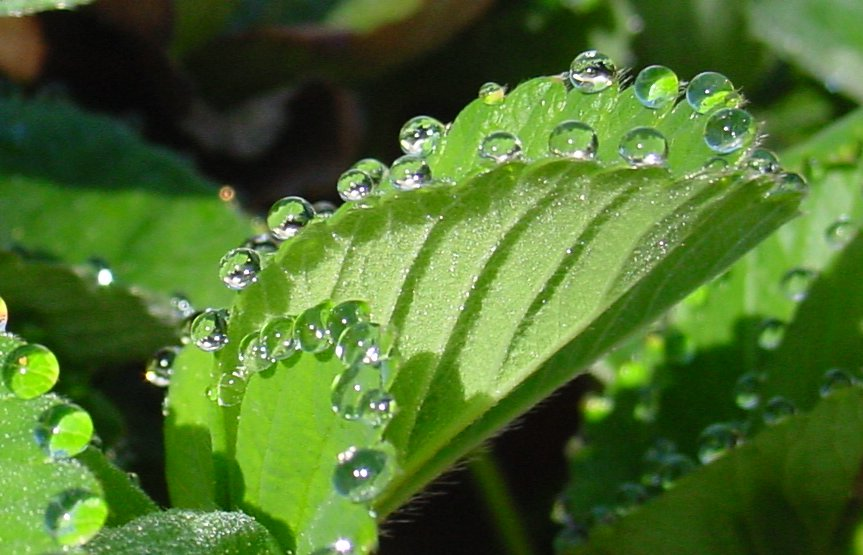
Krople wody wydzielonej z wypotników przez liście truskawki

Wypotnik – hydatoda występująca u roślin w postaci niedużej struktury, pełniąca rolę w gutacji wydzielania z organizmu wody wraz z solami mineralnymi. Wypotniki są przestworami pomiędzy komórkami skórki. Zazwyczaj znajdują się na zakończeniach wiązek przewodzących na brzegach blaszki liściowej i swoją budową przypominają aparat szparkowy, jednak w odróżnieniu od niego nie mają zdolności ruchu i nie potrafią regulować rozmiaru szparki. U roślin rosnących na podłożu bogatym w sole mineralne, jak np. u niektórych gatunków skalnic, wydzielająca się przez nie woda bogata jest w sole wapnia, które po odparowaniu wody osadzają się wokół wypotników tworząc charakterystyczne białe grudki. Ich obecność (lub brak) jest pomocna przy oznaczaniu różnych gatunków.

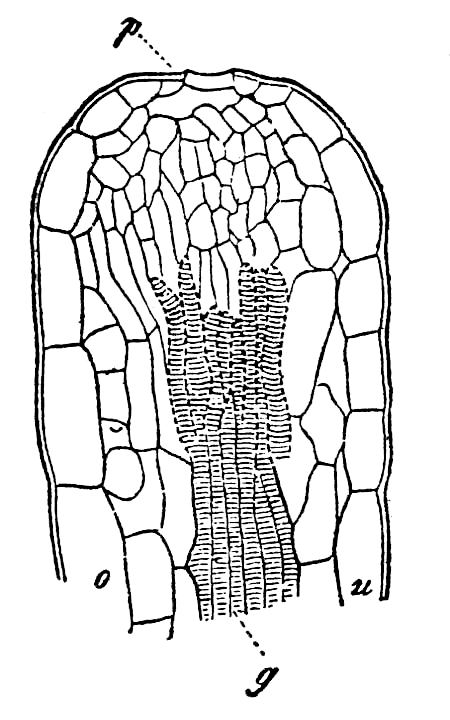
Przekrój przez hydatodę na liściu pierwiosnka chińskiego

Gutacja wody przez wypotniki zachodzi w takich warunkach, które są korzystne do pobierania wody przez korzenie, a niekorzystne dla transpiracji. W naszym klimacie ma to miejsce najczęściej późnym latem, gdy dni są ciepłe, a noce zimne. Wówczas nad ranem na brzegach liści występują kropelki wydzielonego z rośliny przez gutację płynu, który przez laików nazywany bywa nieprawidłowo rosą.
Gutacja odgrywa niedużą rolę w życiu roślin. Według fizjologów umożliwia roślinom rosnącym na wapiennym podłożu pozbywania się nadmiaru wapnia, chroni też tkanki roślin przed zbyt dużym turgorem.